# Stay (canción de Anna Odobescu)
«Stay» (en español: Quédate) es una canción interpretada por la cantante moldava Anna Odobescu. Esta canción representará a Moldavia en el Festival de la Canción de Eurovisión 2019 en Tel Aviv.